# パレオダイエット
パレオダイエット（英語：Paleolithic diet）は西洋のダイエット法で、英語では「hunter gatherer diet（狩猟採集社会食事法）」、「caveman diet（穴居人ダイエット）」とも呼ばれる。
日本語では旧石器時代食や原始人食と呼ばれる。

## 概要
旧石器時代（en:Paleolithic Era）の野草と野生動物を中心とした食生活を真似ることをコンセプトとしている。
農業の発達によりコメ・小麦・トウモロコシなどといった穀物を中心とした食生活が広まり、また牧畜により乳製品やブタ・ウシ・ヒツジなどの獣肉を摂取するようになり、人類の食生活は大きく変わった。パレオダイエットは旧石器時代の食事に立ち返ることを念頭に置き、農耕や牧畜に頼らず、日常的に簡単に入手できる魚介類、鳥類、小動物、昆虫、卵、野菜、キノコなどの菌類、根菜、ナッツ類などを中心とする。旧石器時代には、自然界から容易に入手できなかった穀物、豆類、乳製品、芋類、食塩、砂糖、加工油は原則的には避ける。

消化器病学専門医のウォルター・L・ヴォーグリン（英語版）によって、1970年代中期に最初に流行したこのダイエット法は、多くの著者や研究者によって薦められてきた。
旧石器食事法の考え方は、人間の遺伝学性質が農業が始まった頃(およそ1万年前)からほとんど変わっていないという考え方に基づいている。この考え方は進化論医学のテーマの一つである。パレオダイエットでは、現代人も旧石器時代の先祖の食生活を遺伝的に受け継いでいると考える。そのため、健康であるための理想的な食事法は、我々の旧石器時代の先祖と同じような食事をとることであると考えている。
また、このダイエット法の提案者は以下のように主張する。
複数の研究結果から、パレオダイエットは他の様々なダイエット法より良い結果を示していると指摘されている。さらに、農業が始まる以前の食生活には、健康維持に良い栄養上の特徴が多くあるとも指摘されている。
旧石器時代食10日間投与後には、被験者の血液中の脂質プロファイルには有意に改善がみられた。
パレオダイエットは、栄養学者と人類学者の中で物議をかもしているダイエット法である。
2015年、米国大統領予備選挙で共和党の候補者であったジェブ・ブッシュは、パレオダイエットで減量に成功したと報道された。